# Sofia Polcanova
Sofia Polcanova (Chișinău, 3 de septiembre de 1994) es una jugadora de tenis de mesa austriaca, nacida en Moldavia.
Participó en los Juegos Olímpicos de Río de Janeiro 2016 y en los Juegos Olímpicos de Tokio 2020.

## Palmarés internacional
| Campeonato Europeo | Campeonato Europeo | Campeonato Europeo | Campeonato Europeo  |
| Año                | Lugar              | Medalla            | Prueba              |
| ------------------ | ------------------ | ------------------ | ------------------- |
| 2018               | Alicante           | Medalla de bronce  | Individual femenino |
| 2018               | Alicante           | Medalla de plata   | Dobles femenino     |
| 2018               | Alicante           | Medalla de plata   | Dobles mixto        |
| 2022               | Múnich             | Medalla de bronce  | Dobles mixto        |
| 2022               | Múnich             | Medalla de oro     | Dobles femenino     |
| 2022               | Múnich             | Medalla de oro     | Individual femenino |